# Микроконтроль
Микроконтроль (микро) — в стратегиях реального времени контроль за каждым юнитом, участвующим в сражении, а также за выбором места для дополнительных (ресурсодобывающих или производящих войска) баз и процессом разведки. Включает выбор индивидуальных целей и применение заклинаний, не вызывающихся автоматически. На уровне микроконтроля определяется, где будут установлены оборонительные сооружения, как будут размещены здания на базе игрока, с какой стороны атаковать лагерь противника.
К микроконтролю относится реализация непосредственных тактических задач. Все стратегические задачи (какое количество юнитов должно быть отведено на оборону, в каком порядке выстраивать технологическое древо) относятся к уровню макро.
В большинстве игр (например, в StarCraft) механизмы микроконтроля, которые применяет искусственный интеллект (AI), управляющий действиями компьютерных игроков, записаны непосредственно в движке игры и не могут изменяться разработчиками расширений. Как правило, на высоком уровне сложности компьютер получает дополнительные ресурсы через определённые промежутки времени в качестве компенсации за худший микроконтроль, чем у опытного человека-игрока.
Роль микроконтроля в игре тем больше, чем меньше юнитов доступно игроку. Например, в WarCraft III, где минимальное требуемое число единиц контроля для боевой единицы — 1, а максимальный лимит равен 100, микроконтроль играет большую роль, чем в StarCraft, где эти значения составляют 0,5 и 200 соответственно. Существование ролевых элементов (героев, предметов) также увеличивает важность микроконтроля.